# Zidane Tribal
Zidane Tribal (Nhật: ジタン・トライバル Hepburn: Jitan Toraibaru) là một nhân vật hư cấu trong loạt game Final Fantasy, và là nhân vật chính của Final Fantasy IX. Cậu được Hironobu Sakaguchi nghĩ ra và định hình tính cách, trong khi ngoại hình của cậu được thiết kế bởi Yoshitaka Amano và được Toshiyuki Itahana diễn tả lại. Giống như các thành viên khác trong dàn nhân vật trong Final Fantasy IX, nhưng không giống như các nhân vật trong các game Final Fantasy trước đây, Zidane được thiết kế sau khi cốt truyện của trò chơi được viết. Được thể hiện như một nhân vật cuốn hút, lém lỉnh, Zidane có một tính cách vui vẻ, hướng ngoại và tự tin có pha chút sự biến thái và ma mãnh.
Zidane đã xuất hiện trong loạt game spin-off Dissidia Final Fantasy, và trong các vai trò nhỏ hơn trong các game Final Fantasy và crossover khác nhau. Trong khi một số nguồn tin chỉ trích phong cách nghệ thuật của Final Fantasy IX và thiết kế hình ảnh của các nhân vật của nó, thì Zidane hầu như được đón nhận, đặc biệt là ở Nhật Bản nơi cậu luôn được đánh giá là một trong những nhân vật Final Fantasy được yêu thích nhất trong các cuộc thăm dò người hâm mộ. Nhiều nguồn khác nhau đã ghi nhận tính cách của Zidane được lấy cảm hứng từ các nhân vật chính trong các game Final Fantasy trước đó, cả tình yêu ngây thơ, chân thành của cậu dành cho Garnet cũng giúp cậu nhận được phản hồi tích cực mặc cho những vấn đề trong khâu tạo hình nhân vật.

## Khái niệm và sáng tạo
Zidane, cùng với các nhân vật khác, được thiết kế sau khi cốt truyện của Final Fantasy IX được tạo dựng không giống như những tiền nhiệm của nó, Final Fantasy VII và Final Fantasy VIII, vốn các nhân vật chính của nó tạo ra trước khi thiết kế cốt truyện. Cả kích thước và tuổi tác của Zidane và Vivi đều ít hơn so với các nhân vật trong các tựa game khác nói trên. Cậu là một trong ba nhân vật ban đầu được tiết lộ, cùng với Vivi và Steiner. Cậu ta được Hironobu Sakaguchi nghĩ ra và định hình tính cách, trong khi ngoại hình của cậu được thiết kế bởi Yoshitaka Amano và được Toshiyuki Itahana diễn giải lại. Bản chất mê gái của cậu được thiết kế bởi Hiroyuki Ito. Sakaguchi mô tả cậu ta là một người "mê gái và không biết ngượng", cho dù cậu không có mục tiêu rõ ràng và bản tính vô tư nhưng vẫn đóng vai trò là một nhân vật chủ chốt.
Zidane có mái tóc vàng dài ngang vai, đôi mắt xanh và cái đuôi giống như con khỉ, lần sử dụng đuôi duy nhất được chứng kiến trong trò chơi khi Zidane treo mình trên cây để trêu chọc Steiner. Cậu ta có thể sử dụng hai con dao găm hoặc một con dao hai lưỡi làm vũ khí. Ở dạng trance, tóc của Zidane trở nên dài hơn và mọc lông đầy mình. Lớp của Zidane được xác định là cướp và có khả năng đánh cắp vật phẩm từ kẻ thù. Vì được coi là nhân vật chính của Final Fantasy IX, cơ chế đánh cắp được coi là quan trọng hơn so với các game trước, điều đó có nghĩa là người chơi có nhiều cơ hội để có được nhiều vật phẩm có giá trị sớm hơn bình thường thông qua việc đánh cắp chúng khỏi kẻ thù.
Anh được Tetsuya Nomura thiết kế lại trong trò chơi video Dissidia Final Fantasy. Cậu được lồng tiếng bởi Romi Park và Bryce Papenbrook trong phiên bản tiếng Nhật và tiếng Anh của Dissidia.

## Xuất hiện

### Final Fantasy IX
Lần đầu tiên Zidane xuất hiện trong trò chơi video Final Fantasy IX với tư cách là một trong những nhân vật chính. Trước những sự kiện trong trò chơi, đứa trẻ mồ côi Zidane đã rời bỏ người cha nuôi của mình - ông Baku để tìm kiếm ngôi nhà thực sự của mình, ký ức duy nhất của cậu là một ánh sáng màu xanh. Không thành công trong cuộc tìm kiếm của mình, cậu ta quay trở lại Baku và gia nhập lại đoàn kịch với vai trò là diễn viên kịch kiêm tội phạm tên là Tantalus.
Năm mười sáu tuổi, cậu tham gia vào kế hoạch của Baku để bắt cóc Công chúa Garnet Til Alexandros đời thứ mười 17, được thuê bởi Nhiếp chính Cid Fabool VIII của Lindblum để kéo công chúa khỏi người mẹ nuôi ngày càng biến chất của cô, Nữ hoàng Brahne của Alexandria. Zidane và đoàn quân của mình tới vương quốc Alexandria trên chiếc khinh khí cầu Prima Vista, rõ ràng là để diễn một vở kịch trong nhà hát như một phần trong âm mưu bắt cóc Công chúa Garnet.
Trong khi các thành viên còn lại đang thực hiện vở kịch "I Want to be Your Canary" trước Nữ hoàng Brahne và khán giả, thì Zidane sẽ dùng vỏ bọc để lẻn vào và cố gắng bắt cóc công chúa. Lần đầu tiên cậu gặp cô khi cô cố gắng lẻn ra khỏi cung điện. Sau đó, cậu được biết là cô đã muốn được bắt cóc và cậu hứa sẽ cố gắng hết sức để kế hoạch bắt cóc cô được trọn vẹn. Trong cuộc trốn thoát của phi hành đoàn bay ra khỏi lâu đài trong Prima Vista cùng với công chúa, lực lượng của Nữ hoàng đã tìm cách làm hỏng chiếc khinh khí cầu. Từ đó, Zidane và phi hành đoàn của cậu ta, cùng với Garnet, vệ sĩ bướng bỉnh Adelbert Steiner và một  hắc ma đạo sĩ tên là Vivi, tất cả đều lao vào một khu rừng ma thuật đầy quái vật. Cả nhóm sẽ bắt đầu chuyến du hành của mình vào một cuộc phiêu lưu kéo dài trên toàn thế giới liên quan đến chiến tranh, chết chóc, pha lê ma thuật, quái vật triệu hồi và nhân bản.
Zidane rất yêu công chúa và không ngần ngại tán tỉnh cô ấy trong suốt trò chơi, khiến cho Steiner liên tục nổi khùng với tư cách như một người cha bảo vệ con gái khỏi tên biến thái. Con dao găm của anh trở thành nguồn cảm hứng cho bí danh của Công chúa Garnet. Zidane đóng vai trò là người lãnh đạo nhóm, vẻ hào hoa và tính cách của cậu ấy đã thu hút nhiều nhân vật khác trong trò chơi về với đội của cậu: Eiko tham gia nhóm sau khi phải lòng cậu và đối thủ của cậu là Amarant tham gia nhóm vì tò mò về  sức mạnh của cậu sau khi anh ta thất bại trong việc ám sát cậu.
Càng về sau, lý do thực sự cho sự tồn tại của Zidane dần được hé lộ: cậu ta là một bộ sinh mệnh nhân tạo, một dạng sống nhân bản được tạo ra có hình dáng như một con búp bê. Ban đầu, cậu được tạo ra bởi phù thủy Garland trên hành tinh Terra với mục đích để thay thế cho sự sáng tạo thất bại của hắn - nhân vật phản diện Kuja, để trở thành " Thiên thần diệt thế " bản nâng cấp, với mục đích là quét sạch mọi sự sống trên hành tinh Gaia. "  Là một phần trong kế hoạch ban đầu của Terra để cứu nền văn minh trên bờ vực diệt vong, nền văn minh non trẻ trên hành tinh Gaia đã được lựa chọn để đồng hóa. Người Terra rời khỏi cơ thể vật lý của họ và giam linh hồn của họ ở Pandemonium để được theo dõi bởi Garland cho đến khi sự Dung hợp hoàn thành. Quá trình Dung hợp thất bại thảm hại, khiến bề mặt của Gaia bị hủy hoại và kết thúc bằng việc Terra chuyển vào bên trong hành tinh Gaia. Garland được giao nhiệm vụ loại bỏ linh hồn khỏi "vòng luân hồi" của Gaia và thay thế chúng bằng linh hồn của Terra. Các sinh mệnh nhân tạo trống rỗng, những thân thể vô hồn được tạo ra bởi Garland để cuối cùng lưu trữ các linh hồn của người Terra và ông ta đã trồng Cây Iifa, một cây giống như bộ não khổng lồ lọc các linh hồn của Gaia.
Đắng lòng và ghen tị với người kế vị của mình, Kuja đã ném Zidane xuống Gaia, nơi cậu ta sau đó được tìm thấy và nhận nuôi bởi Baku. Sự tiết lộ khiến Zidane rơi vào tuyệt vọng và anh nhanh chóng mất đi động lực sống nhưng nhờ sự giúp đỡ, động viên của những người đồng chí, cậu đã nhận ra điều gì là quan trọng nhất và quay trở lại. Sau khi cả nhóm đánh bại Kuja, Necron và rời khỏi cây Iifa, Zidane chọn quay lại bên trong cấu trúc sụp đổ để cứu Kuja. Trong gần một năm, mọi người nghĩ rằng cậu đã không sống sót; tuy nhiên, cậu xuất hiện trở lại đầy kịch tính trên sân khấu ở Alexandria vào cuối trò chơi.

### Xuất hiện khác
Zidane xuất hiện với tư cách là anh hùng nhân vật chính đại diện cho Final Fantasy IX trong loạt trò chơi Dissidia: Dissidia Final Fantasy, Dissidia 012 Final Fantasy, Dissidia Final Fantasy NT và Dissidia Final Fantasy Opera Omnia. Cậu cũng góp mặt trong trò chơi nhịp điệu Dramrardi Final Fantasy và Dramrardi Final Fantasy Rèm Call với tư cách là nhân vật chính đại diện cho Final Fantasy IX. Sự xuất hiện của cậu trong các game spin-off Final Fantasy bao gồm Final Fantasy Record Keeper, Final Fantasy Brave Exvius và Final Fantasy All the Bravest. Sự xuất hiện của cậu trong các trò chơi video chéo bao gồm Itadaki Street Portable, Monster Strike, và Puzzle and Dragons.
Zidane, cùng với ba nhân vật chính khác của sê-ri Final Fantasy, Cloud Strife, Squall Leonheart và Tidus đã được phát hành dưới dạng tượng hình như một phần của tập đầu tiên của sê-ri Nghệ thuật giao dịch Final Fantasy để kỷ niệm 20 năm nhượng quyền. Zidane, cùng với Cloud, Squall, Tidus và Lightning là một phần của một loạt các nhân vật siêu nhỏ bị biến dạng được phát hành bởi sê -ri Dissidia Final Fantasy Trading Arts. Zidane đã được phát hành dưới dạng một bức tượng nhỏ trong dòng mang theo Arts Arts của Square Enix, được bán dưới dạng cặp cùng với Garnet.

## Đón nhận
— Lucas White, "Our Favorite Characters: Final Fantasy IX's Zidane Tribal and the Essence of Virtue"
 Kể từ khi xuất hiện trong Final Fantasy IX, Zidane đã nhận được sự đón nhận tích cực. Cậu được độc giả Famitsu đánh giá là một trong những nhân vật trò chơi video hay nhất, xếp thứ 17 trong bảng xếp hạng 50 nhân vật hàng đầu của Famitsu năm 2010  Năm 2020 NHK đã tiến hành một All-Final Fantasy Đại Thăm dò ý kiến các cầu thủ Nhật Bản, có tính năng hơn 468.000 phiếu bầu. Kết quả thăm dò cho thấy Zidane được xếp hạng nhân vật Final Fantasy vĩ đại thứ năm bởi những người trả lời Nhật Bản, sau Vivi, Aerith, Yuna, Cloud. Các nhà báo trò chơi liệt kê cậu ta là một trong những nhân vật Final Fantasy vĩ đại nhất dựa trên nhiều phẩm chất của cậu.
Lucas White từ Playstation Lifestyle cho rằng "tính cách và động lực của cậu ấy khác biệt rất nhiều so với các tiền nhiệm của cậu, khiến cậu ấy trở thành động lực của hương vị độc đáo trong Final Fantasy IX, " và cốt lõi của cậu là "khả năng bảo vệ những người cậu ấy quan tâm; bản chất của cậu chính là đức hạnh ". Biên tập viên Andrew Vestal của GameSpot gọi "bản chất vì gái sinh tồn" của Zidane khá là thú vị. David Smith, biên tập viên của IGN cho rằng cậu dễ chịu, theo cách tương tự với các nhà phê bình khác, bằng cách "tiêm một chút máu đỏ trở lại vào sê-ri". Daniella nghĩ rằng Zidane "tuyệt vời với một cặp dao găm" của mình và lưu ý rằng "câu chuyện phiêu lưu và khám phá bản thân của Zidane trong khi đối phó với cái ác mà Kuja gây ra cho thế giới Gaia cũng kinh điển như Final Fantasy có được".
Nadia Oxford từ USGamer nhận xét rằng cô có cảm xúc lẫn lộn về cách phát triển nhân vật của Zidane, đặc biệt là sinh mệnh nhân tạo và Terra tiết lộ vào cuối trò chơi, cô tin rằng nó có sự trùng lặp với câu chuyện cuộc đời của nhân vật của Vivi.  Oxford tin rằng có thể có một sự tương phản thú vị giữa Zidane và Vivi nếu toàn bộ chuỗi được xử lý với trọng tâm tốt hơn; Oxford đã so sánh cậu với các nhân vật chính trong Final Fantasy khác như Terra Branford và Cloud, cho rằng họ là điển hình của JRPG từ những năm 1990, nơi nhiều nhân vật sẽ phải chịu một cuộc khủng hoảng hiện sinh khi nhận ra rằng họ không biết họ thực sự là ai. Tuy nhiên, Oxford hài lòng với tổng thể nhân vật của mình, lưu ý rằng bản chất thực sự của Zidane gắn liền với chủ đề xuyên suốt của trò chơi.  Oxford kết luận rằng Zidane là một nhân vật đáng yêu và có sự phát triển, vì cuối cùng cậu ta chấp nhận rằng cậu ta không phải là vỏ rỗng và có thể tìm thấy mục đích sống của riêng mình. Jason Schreier từ Kotaku đã ca ngợi cảnh cuối cùng của trò chơi, đặc biệt là sự trở lại của Zidane với Garnet đặc biệt đáng nhớ.